# جورج باور (لاعب كريكت)
جورج باور (بالإنجليزية: George Power)‏ (16 مايو 1849 في المملكة المتحدة - 29 أكتوبر 1904 في المملكة المتحدة) هو لاعب كريكت بريطاني (وحمل سابقاً جنسية المملكة المتحدة لبريطانيا العظمى وأيرلندا). لعب مع نادي مقاطعة نوتنغهامشير للكريكت ‏.

## وصلات خارجية
- جورج باور على موقع إي آس بي آن كريك إنفو (الإنجليزية)